# Opération Banquet (Padang)
Théâtre d'Asie du Sud-Est de la Guerre du Pacifique
Batailles
- Opération Cockpit
- Opération Transom
- Opération Matterhorn (Pelembang - Kuala Lumpur)
- Bombardements de Bangkok (1942-45)
- Bombardements de Singapour (1944-45)
- Opération Crimson
- Opération Banquet (Padang)
- Opération Light
- Opération Millet
- Opération Outflank (Robson - Lentil - Meridian)
- Opération Sunfish
- Opération Bishop
- Opération Balsam
- Opération Collie
- Opération Livery

L'opération Banquet était une opération navale britannique de la Seconde Guerre mondiale, sous le commandement du contre-amiral Clement Moody. L'objectif était de mener des frappes aériennes sur les positions japonaises dans et autour de Padang, sur la côte sud-ouest de Sumatra, en Indonésie, le 24 août 1944.  Les forces impliquées ont frappé avec succès les principales cibles de l'attaque, à savoir l'aérodrome de Padang, la cimenterie d'Indaroeng et les installations du port de Teluk Bayur.

## Contexte

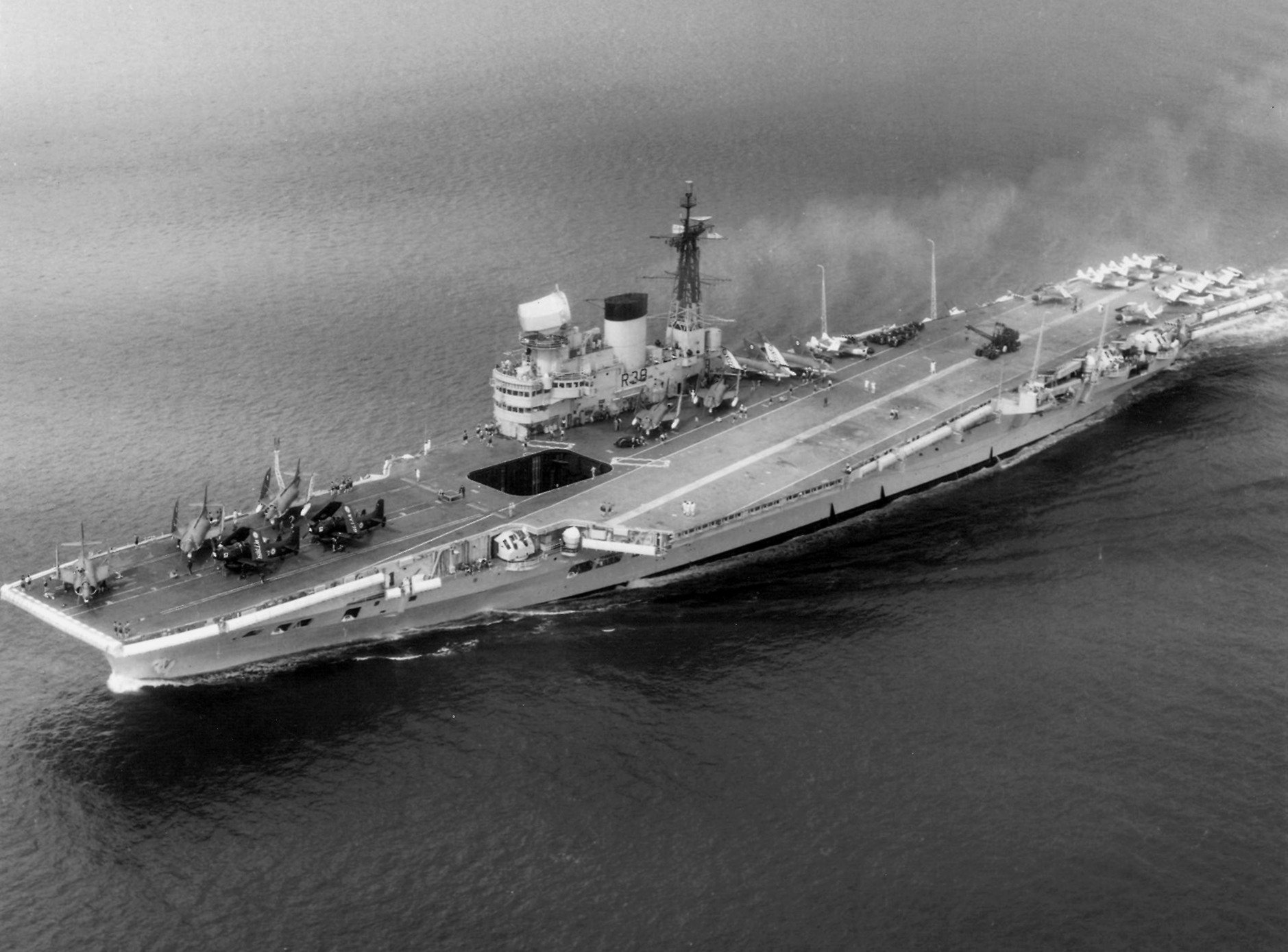
HMS Victorious

Les navires impliqués dans l'opération Banquet comprenaient les porte-avions HMS Victorious et HMS Indomitable ;  le cuirassé HMS Howe, deux croiseurs, y compris le HMS Cumberland, cinq destroyers  et un seul sous-marin. Indomidable transportait 28 chasseurs Grumman F6F Hellcat sous les ordres du lieutenant-commandant TGC Jameson et 28 bombardiers Fairey Barracuda sous le capitaine de corvette E.M. Britten. Beaucoup de pilotes étaient inexpérimentés et les Britanniques espéraient que la mission leur fournirait une formation supplémentaire. Le plan était d'attaquer l'aérodrome de Padang, le port et la cimenterie. La cimenterie était la seule installation de ce type en Asie du Sud-Est. Si elle était détruite, les Japonais seraient incapables de construire des fortifications ou de nouveaux bâtiments dans la région. Le raid était également censé détourner l'attention des débarquements américains à Hollandia (Opération Reckless) et Aitape (Opération Persecution). En plus de cela, des photographies seraient prises à des fins de reconnaissance.
La force de frappe est partie de Trincomalee le 19 août. La force a retardé de 24 heures afin que le sous-marin HMS Sea Rover puisse remplacer le Severn, qui éprouvait des difficultés techniques. Les croiseurs et destroyers ravitaillés le 23 août à partir du ravitailleur pétrolier Easedale.

## Opération

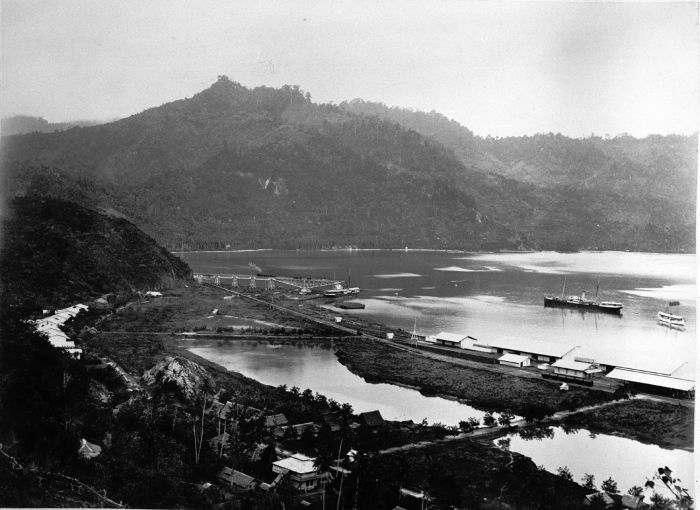
Port de Teluk Bayur (Emmahaven)

La force de frappe est arrivée à sa position à 05h00 le 24 août. Il y avait un vent léger venant du sud-est, les porte-avions ont donc dû faire décoller en naviguant à 27 nœuds (50 km/h). Howe ne pouvait pas suivre et est temporairement resté hors de la formation. La première frappe consistait en 20 Barracudas (10 de chaque porte-avions) avec des bombes de 500 lb et une escorte de 19 Vought F4U Corsairs. La deuxième frappe est lancée à 07h10, composée de 12 Barracudas (9 d'Indomitable, 3 de Victorious ) avec une escorte de 12 Corsairs (de Victorious).
Le port et l'aérodrome n'ont jamais été utilisés par les Japonais et, en tant que tels, peu il y avait peu de défenses antiaériennes donnant aux bombardiers des pourcentages de succès élevés. Un seul Corsair a été abattu par un léger tir antiaérien.

## Conséquences
En dépit des bombardements précis, les cibles se sont avérées de peu de valeur stratégique. Les nouveaux pilotes n'ont pas non plus acquis beaucoup d'expérience, car ils n'ont rencontré qu'une résistance négligeable. L'opération n'a pas réussi à attirer la pression japonaise sur les Américains lors de la bataille de Hollandia. Le seul succès notable a été la photographie aérienne des Wildcats, qui a donné d'excellents résultats. L'opération fut la première fois où les Britanniques utilisèrent une attaque à deux vagues par deux porte-avions.
Ce fut une mauvaise surprise pour les Britanniques que le tout nouveau Howe, conçu pour atteindre des vitesses de 28 nœuds (52 km/h), ne puisse pas suivre le rythme des transporteurs à 27 nœuds.
Des images d'archives de l'opération conservées par l'Imperial War Museum montrent les décollages et atterrissages opérationnels des Fairey Barracudas, F6F Hellcats et Vought F4U Corsairs.